# 巴拿赫-塔斯基定理

巴拿赫 - 塔斯基“悖论”：一个球可以分解和重新组合成两个大小和原来一样的球。

巴拿赫-塔斯基定理（Banach–Tarski paradox，或称豪斯多夫-巴拿赫-塔斯基定理，又名“分球怪论”），是一条数学定理。1924年，斯特凡·巴拿赫和阿尔弗雷德·塔斯基首次提出这一定理，指出在选择公理成立的情况下，可以将一个三维实心球分成有限（不可测的）部分，然后仅仅通过旋转和平移到其他地方重新组合，就可以组成两个半径和原来相同的完整的球。
巴拿赫和塔斯基提出这一定理原意是想拒绝选择公理，但该证明很自然，因此数学家认为这仅意味着选择公理可以导致少数令人惊讶和反直觉的结果。有些叙述中这条定理被看成是悖论，但是定理本身没有逻辑上不一致的地方，实际上不符合悖论的定义。

## 正式叙述
设A和B是欧几里得空间的两个子集。如果它们可以分为有限个不相交子集的并集，形如{\displaystyle A=\cup _{i=1}^{n}A_{i}}和{\displaystyle B=\cup _{i=1}^{n}B_{i}}，且对任意i，子集{\displaystyle A_{i}}全等于{\displaystyle B_{i}}，那么这两个子集称为等度分解的（equidecomposable）。于是，这个悖论可以如下叙述：
| 一个球和它自身的两个拷贝是等度分解的。 |

对球来说，五块就足够做到这点了，但少于五块却不行。这个悖论甚至有个更强的版本：
| 任意两个三维欧几里得空间具有非空内部的子集是等度分解的。 |

换句话说，一块大理石可以分成有限块然后重新组合成一个行星，或者一部电话机可以变形之后藏进水百合花里面。在现实生活中这种变形之所以不可行是因为原子的体积不是无限小，数量不是无限大，但其几何形状确实可以这样变形的。如果知道总是可以存在从一个几何体的内部点一一映射到另一个的方法，也许这个悖论看上去就不那么怪异了。例如两个球可以双射到其自身同样级别的无限子集（例如一个球）。同样我们还可以使一个球映射到一个大点或者小点的球，只要根据半径放大系数即可将一个点映射到另一个。然而，这些变换一般来说不能保积，或者需要将几何体分割成不可数无限块。巴拿赫 - 塔斯基悖论出人意料的地方是仅用有限块进行旋转和平移就能完成变换。
使这个悖论成为可能的是无限的卷绕。技术上，这是不可测的，因此它们不具有“合理的”范围或者平常说的“体积”。用小刀等物理方法是无法完成这种分割的，因为它们只能分割出可测集合。这个纯粹存在性的数学定理指出在多数人熟悉的可测集合之外，还有更多更多的不可测集合。
对于三维以上的情形这个悖论依然成立。但对于欧几里得平面它不成立。（以上叙述不适用于三维空间的二维子集，因为这个子集可能具有空的内部。）同时，也有一些悖论性的分解组合在平面上成立：一个圆盘可以分割成有限块并重新拼成一个面积相同的实心正方形。参见塔斯基分割圓問題。
这个悖论表明如果等度分解的子集被认为具有相同体积的话，就无法对欧几里得空间的有界子集定义什么叫做“体积”。
证明是基于费利克斯·豪斯多夫早些时候的工作。他10年前发现一个类似的悖论，事实上，巴拿赫 - 塔斯基悖论正是豪斯多夫所用技术的一个推广应用。
逻辑学家常常对逻辑上不一致的命题使用“悖论”一词，例如说谎者悖论或者罗素悖论。巴拿赫 - 塔斯基悖论并非这种意义上的悖论，它是一个已证明的定理，只因为违反直觉才被称为悖论。由于其证明明确地用到选择公理，这种反常的结论被用作反对使用该公理的理据。
馮紐曼研究這個悖論時，創出了可均群的概念。他發現三維以上情形之所以產生悖論，和這些空間的旋轉群的非可均性有關。

## 证明概要
基本上，寻找这个分球的奇怪方法可以分为4个步骤：
1. 找到把一个具有两个生成元的自由群进行分割的特殊方法
2. 找到一个3维空间中同构于这两个生成元的旋转群
3. 利用这个群的特殊分割方法和选择公理对单位球面进行分解
4. 把这个单位球面的分解推广到实心球

每个步骤的详情如下：
第一步，具有两个生成元a和b的自由群由所有含有a、b、a-1和b-1这些符号的有限字符串组成，其中没有a紧挨着a-1或者b紧挨着b-1这种现象。两个这样的字符串可以连接在一起，只要将紧挨着的a和a-1抵销掉（对b一样）。例如abab-1a-1连接到abab-1a得到abab-1a-1abab-1a，并可化简为abaab-1a。我们可以验证这些字符串在这个操作下构成一个群，其单位元是空串{\displaystyle e}。我们称这个群为{\displaystyle F_{2}}。

凱萊圖中F_{2}的子集S(a^{-1})和aS(a^{-1})

群{\displaystyle F_{2}}可被进行如下特殊分割：令S(a)为所有以a开头的字符串，同理定义S(a-1)、S(b)和S(b-1)。很明显
{\displaystyle F_{2}={e}\cup S(a)\cup S(a^{-1})\cup S(b)\cup S(b^{-1})}
并且
{\displaystyle F_{2}=aS(a^{-1})\cup S(a)}，同时
{\displaystyle F_{2}=bS(b^{-1})\cup S(b)}。
（aS(a-1)表示从S(a-1)取出所有字符串，并在左边连接上一个a，之后所得的所有字符串）证明的关键就在这里了。简而言之，现在我们已经将{\displaystyle F_{2}}这个群分成了四块（{\displaystyle e}忽略也没有问题），然后通过乘上一个a或者b来“旋轉”它们，其中两个“重新组合”成{\displaystyle F_{2}}，另外两个重新组合成另一个{\displaystyle F_{2}}。这样的事情，放在球体上就是我们想要证明的东西了。
第二步，为了寻找三维空间旋转群类似于{\displaystyle F_{2}}那样的行为，我们取两条坐标轴并设A是繞第一条轴旋转arccos(1/3)弧度而B是繞另一条轴旋转arccos(1/3)弧度。（这一步骤可在二维上完成。）有些琐碎但不太难的是证明这两种旋转的行为正如{\displaystyle F_{2}}中a和b两个元素的行为一样，这里就略去。由A和B所生成的这个旋转群命名为H。当然，我们可以按照第一步所述方法对H进行分割。
第三步，单位球面S2可被群H中的操作分成一些轨道：两个点属于同一个轨道当且仅当H中某个旋转将第一个点移到第二个。我们可以利用选择公理在每个轨道中选出来一个点。将这些点合起来组成集合M。现在S2中(几乎)所有点都可以通过H中合适的元素相应的转动移到M中。因此，H的分割也就可以应用到S2上面去。
第四步，最后，将每个S2的点连到原点，对S2的分割便可以应用到实心单位球上去。（球心处会有些特殊，但这个简要证明中忽略它。）
总结，这个简要证明到此结束。H中有些旋转会刚好对应于刚好一些特殊的轴线，这时需要加以特殊处理。但一方面，这些情况的总数是可数的因此没有影响，另一方面，即使相关的这些点也是可以加以修正以符合定理的。对球心点这个特殊点以上同样适用。

## 延伸阅读
- "Sur la décomposition des ensembles de points en parties respectivement congruentes", 数学基础, 6, (1924), 244-277, 巴拿赫和塔斯基的原始论文（法文）。
- 莱曼的巴拿赫 - 塔斯基悖论指南 （页面存档备份，存于） (来自 Kuro5hin)
- Francis E. Su, "巴拿赫 - 塔斯基悖论" （页面存档备份，存于）
- S. Wagon, 巴拿赫·塔斯基悖论, 剑桥大学出版社, 1986.